# Alpentod – Ein Bergland-Krimi: Alte Wunden
Alte Wunden ist ein deutscher Fernsehfilm aus dem Jahr 2025 mit Veronica Ferres, Tim Oliver Schultz und Salka Weber, der unter der Regie von Samira Radsi nach einem Drehbuch von Stefan Rogal entstand. Dies ist der erste Film der Reihe Alpentod – Ein Bergland-Krimi (Arbeitstitel Alpentod – Ein Bayern-Krimi).

## Handlung
Nachdem der elfjährige Leon aus einem Kinderheim in der Grenzregion zwischen Bayern und Österreich verschwindet, macht Felix Simon Kommissar Jonas Becker auf Parallelen zu einem anderen Vermisstenfall vor fünf Jahren aufmerksam. Heimleiter ist mittlerweile Kai Bischoff, den Jonas Becker noch von früher als Betreuer kennt, weil er einst selbst in diesem Kinderheim lebte, während er auf Adoptiveltern wartete. 
Damals verschwand die sechsjährige Jennifer Petri aus diesem Kinderheim, seitens der Kriminalpolizei war Hauptkommissarin Birgit Reincke zuständig, die seitdem zwar nicht mehr aktiv als Ermittlerin tätig ist, aber Becker auf sein Drängen hin unterstützt. Des Weiteren wird die forensische Archäologin Dr. Marie Sonnleitner von der Universität Salzburg in die Nachforschungen mit einbezogen.
Schon bald wird in einem Waldstück die Betreuerin von Leon erschossen und vergraben aufgefunden. 
Verdächtigt wird der 17-jährige Oliver Brix, der für Leon wie ein großer Bruder war und mittlerweile Drogen verkauft. Brix bestreitet, etwas mit dem Verschwinden von Leon und Jennifer zu tun zu haben. Der Bericht der Kriminaltechnischen Untersuchung mit einem DNA-Abgleich entlastet Brix.
Anna Wiegand hatte vor ihrer Ermordung mit einem Hotel in Spanien sowie mit dem Großmarktkönig Erik Höhning telefoniert, der das Kinderheim regelmäßig finanziell unterstützt. Erik und Yvonne Höhning hatten Leon vorübergehend bei sich aufgenommen, allerdings wollte der Junge zurück ins Heim zu seinen Freunden. 
Reincke und Sonnleitner finden im Wald die sterblichen Überreste von Jennifer. Todesursache war ein Genickbruch, vermutlich durch einen Aufprall. Laut den Aufzeichnungen aus dem Heim war Jennifer damals bei den Höhnings, die sie als Pflegekind aufnehmen wollten. Yvonne Höhning wird befragt und gibt zu, dass Jennifer im Swimmingpool ausgerutscht und mit dem Kopf am Beckenrand aufgeschlagen war. Bischoff soll dann vorgeschlagen haben, den Leichnam verschwinden zu lassen, um Unannehmlichkeiten zu vermeiden.
Brix, den Leons Verschwinden auch keine Ruhe lässt, attackiert Bischoff. Bei dem Gerangel schlägt Brix mit dem Kopf auf und ist sofort tot. Bischoff gibt nun verstört zu, dass ihm sein Cousin, Elmar Landgraf, damals dabei geholfen hatte, die Leiche von Jennifer verschwinden zu lassen.
Währenddessen ist Dr. Marie Sonnleitner auf der Suche nach Leon und entdeckt ihn auf dem Hof von Landgraf, wo er offensichtlich festgehalten wird. Hier wird sie von Elmar Landgraf überrascht und von ihm überwältigt. Auch Reincke und Becker führt die Suche nach Leon zu Landgraf. Marie kann sich vorübergehend befreien, wird aber von Landgraf in den  Wald verfolgt. Bevor Landgraf Marie erschießen kann, wird er von Reincke und Becker überwältigt.

## Produktion und Hintergrund
Die Dreharbeiten fanden gemeinsam mit der zweiten Folge Gemeinsame Ziele an 42 Drehtagen vom 27. August bis zum 29. Oktober 2024 in Bayern und im Land Salzburg statt. Gedreht wurde unter anderem in Hallein.
Produziert wurde der Film von der Warner Bros. ITVP Deutschland, als Produzenten fungierten Melissa Graj, Bernd von Fehrn und Mark Werner. Die Serviceproduktion in Österreich übernahm die Salzburger Moonlake Entertainment (Serviceproduzenten Hannes M. Schalle und Brigitte Wettstein). Unterstützt wurde die Produktion von FISA+, Film in Austria (ABA) sowie der Filmförderung des Landes Salzburg.
Die Kamera führte Philipp Sichler, die Musik schrieb Therese Strasser, die Montage verantwortete Julian Cohn und das Casting Phillis Dayanir. Das Kostümbild gestalteten Alexander Beck und Michaela Rinker, das Szenenbild Michael Wiese, den Ton Martin Rohrmoser und Raphael Maier und die Maske Verena Blaichinger, Elke Lebender und Britta Karbach. Als Stunt Coordinator fungierte Joe Tödtling und als Green Consultant Monika Praefke.

## Veröffentlichung
Die Veröffentlichung auf RTL+ Premium erfolgte am 25. Februar 2025. Auf ServusTV wurde der Film am 1. März 2025 erstmals ausgestrahlt, auf RTL wurde der Film erstmals am 4. März 2025 im Rahmen der Reihe Tödlicher Dienstag gezeigt.

## Rezeption

### Kritiken
Tilmann P. Gangloff vergab auf tittelbach.tv 3,5 von 6 Sternen. Die RTL-Reihe sei vor allem personell interessant, die Bildgestaltung sehenswert. Die Landschaft komme nicht zu kurz, aber zwischendurch trete der Krimi auch mal auf der Stelle.
Oliver Armknecht bewertete den Film auf film-rezensionen.de mit vier von zehn Punkten. Das Setting sei idyllisch, die Besetzung namhaft. Das schwache Drehbuch mache das aber alles zunichte, wenn der Krimi weder plausibel noch spannend sei.
Elisa Eberle schrieb auf prisma.de, dass der Film vielleicht nicht die innovativste Crime-Story erzähle. Dass Marie Sonnleitner als forensische Archäologin einen erheblichen Teil zur Aufklärung des Falls beiträgt, verleihe der Reihe trotzdem eine fürs Genre frische Note. Auch die drei Hauptfiguren harmonierten trotz oder wegen ihrer Unterschiede gut und sorgten bei aller Ernsthaftigkeit auch für die ein oder andere unterhaltsame Szene.

### Quote
Die Erstausstrahlung auf RTL am 4. März 2025 erreichte 3,08 Millionen Seher bei einem Marktanteil von 12,9 Prozent.